# Естонія на пісенному конкурсі Євробачення 2023
Естонія брала участь у пісенному конкурсі Євробачення 2023 у Ліверпулі, Велика Британія з піснею «Bridges» у виконанні Аліки. Естонська телекомпанія Eesti Rahvusringhääling (ERR) організувала національний фінал Eesti Laul 2023, щоб вибрати естонську заявку на конкурс. Естонія пройшла до фіналу, де посіла восьме місце, набравши 168 балів.

## Передісторія
До конкурсу 2023 року Естонія брала участь у пісенному конкурсі Євробачення двадцять сім разів з моменту своєї першої участі в 1994 році та перемагала у 2001 році з піснею «Everybody» у виконанні Танела Падара, Дейва Бентона та 2XL. Після запровадження півфіналів у 2004 році Естонії вдалося пройти до фіналу вісім разів. У 2022 році «Hope» у виконанні Стефана кваліфікувалася у фінал, де країна посіла 13 місце.
Естонський національний мовник ERR транслює подію в Естонії та організовує процес відбору для участі країни. 1 серпня 2022 року ERR підтвердив участь Естонії в пісенному конкурсі Євробачення 2023. Конкурс Eesti Laul організовується з 2009 року для відбору заявки Естонії, а 13 вересня 2022 року ERR оголосив про організацію Eesti Laul 2023 для відбору заявки країни.

## Перед Євробаченням

### Eesti Laul 2023
Eesti Laul 2023 став п’ятнадцятим випуском Eesti Laul, який відібрав заявку Естонії на пісенний конкурс Євробачення 2023. Конкурс складався з двадцяти заявок, які змагалися у двох півфіналах 12 і 14 січня 2023 року, дванадцять з яких потрапили до фіналу 11 лютого 2023 року. Усі три шоу транслювалися на Eesti Televisioon (ETV), на ETV+ з російськими коментарями, через радіо на Raadio 2, а також онлайн на офіційному веб-сайті мовника err.ee.

#### Формат
Формат конкурсу включав два півфінали 12 і 14 січня 2023 року та фінал 11 лютого 2023 року. У кожному півфіналі змагалися десять пісень, і п’ять найкращих із кожного півфіналу проходили кваліфікацію. Результати півфіналу визначалися за результатами 50/50 голосів професійного журі та телеголосування для перших чотирьох фіналістів та другого раунду телеголосування для п’ятого фіналіста. Публіка також вибрала двох додаткових фіналістів з решти некваліфікованих виконавців обох півфіналів, щоб завершити список із дванадцяти пісень у фіналі. Пісня-переможець у фіналі була обрана у двох раундах голосування: за результатами першого раунду було визначено три найкращі пісні за результатами голосування журі та телеголосування 50/50, тоді як другий раунд (суперфінал) визначив переможця виключно телеголосуванням.

#### Учасники
з 13 вересня до 20 жовтня 2022 року ERR відкрила період для подання артистами та композиторами своїх робіт через онлайн-платформу. Кожен виконавець і автор пісень міг надіслати не більше п’яти робіт. Іноземна співпраця була дозволена, якщо 50% авторів пісень були естонцями. Крім того, пісні, подані на конкурс, сплачувалися: 50 євро за пісні естонською мовою та 100 євро за пісні іншими мовами. Обидва гонорари були подвоєні за роботи, подані з 17 жовтня 2022. До кінцевого терміну було отримано 217 заявок, з яких 92 були естонською мовою. Журі з 16 членів обрало 20 півфіналістів із поданих заявок, а вибрані пісні було оголошено під час розважальної програми ETV Рінгвааде 1 і 2 листопада 2022 року. До складу журі відбору входили Ахто Круусманн, Алар Коткас, Андрес Альясте, Карола Медіс, Інгрід Кохтла, Яніка Сілламаа, Карл-Ерік Таукар, Крістіна Краус, Ленна, Маргус Камлат, Марта Пусса, Отт Лепланд, Роберт Лінна, Сілвер Лесс, Саймон Джей і Вайдо Паннел. Wiiralt спочатку мали виконати свою пісню «Salalik» разом з гуртом Ultima Thule, але останній гурт відмовився після того, як його учасник Ріхо Сібул помер у листопаді 2022.
| Виконавець            | Пісня                      | Переклад                        | Мова(и)              | Автор(и) пісні                                                                                                  |
| --------------------- | -------------------------- | ------------------------------- | -------------------- | --- |
| Аліка                 | «Bridges»                  | Мости                           | Англійська           | Аліка Мілова, Воутер Харді, Ніна Самперманс                                                                     |
| Андреас               | «Why Do You Love Me»       | Чому ти мене кохаєш             | Англійська           | Андреас Пум, Алан Рой Скотт, Джулія Сундберг                                                                    |
| Анетт і Фреді         | «You Need to Move On»      | Тобі потрібно рухатися далі     | Англійська           | Фредерік Кютс, Анет Кулбін, Джейсон Хантер                                                                      |
| Еліза                 | «Bad Philosophy»           | Погана філософія                | Англійська           | Стіг Раста, Валло Кікас, Еліза Колк, Енн Гудрун Міхаельсен, Алекс Гінеа                                         |
| Інгер                 | «Awaiting You»             | Чекаю вас                       | Англійська           | Інгер Фрідолін, Олівер де ла Роза Паділья, Софія-Ліс Ліїв                                                       |
| Карлос Укареда        | «Whiskey Won't Forget»     | Віскі не забудуть               | Англійська           | Карлос Укареда, Гевін Ніглас, Кріс Робертс                                                                      |
| Мерлін                | «Unicorn Vibes»            | Вайби єдинорогів                | Англійська           | Мерлін Уускюла, Лаурі Лембінен, Лііс Каскпейт                                                                   |
| Мія                   | «Üks samm korraga»         | Крок за раз                     | Естонська            | Керсті Кукк |
| Робін Юкентал         | «Kurbuse matused»          | Похорони смутку                 | Естонська            | Роберт Юкентал                                                                                                  |
| Янек                  | «House of Glass»           | Будинок зі скла                 | Англійська           | Янек Вальгепеа, К'єтіл Мьорланд                                                                                 |
| Bedwetters            | «Monsters»                 | Монстри                         | Англійська           | Йоозеп Ярвесаар, Міхкель Миттус, Рауно Кутті, Каспар Коппель, Карл-Кріст'ян Кінгі, Клаус Пенері, Кріс Еван-Саде |
| Ellip                 | «Pretty Girl»              | Гарна дівчина                   | Англійська           | Пілле-Рійн Карро, Мееліс Мері                                                                                   |
| Kaw                   | «Valik»                    | Вибір                           | Естонська            | Гевін Ніглас, Джессі Кейхасвуорі                                                                                |
| Linalakk і Bonzo      | «Aeg»                      | Час                             | Естонська            | Лійна Циммер |
| M Els                 | «So Good (At What You Do)» | Так добре (у тому, що ти робиш) | Англійська           | Стефан Айрапетян, Андреас Пум, Уго Мартін Маасікас, Гевін Ніглас, Стіг Реста                                    |
| Meelik                | «Tuju»                     | Настрій                         | Естонська            | Андрес Кеппер, Мелік Самел, Рейн Парве, Мартін Петерманн                                                        |
| Neon Letters та Майко | «Tokimeki»(ときめき)       | Я тебе кохаю                    | Англійська, японська | Аап-Еерік Лай, Йоганна Холвандус, Майко Таммік                                                                  |
| Ollie                 | «Venom»                    | Отрута                          | Англійська           | Олівер Мазуртшак                                                                                                |
| Sissi                 | «Lighthouse»               | Маяк                            | Англійська           | Сіссі Нілія Беніта                                                                                              |
| Wiiralt               | «Salalik»                  | Скритний                        | Естонська            | Мартін Сааремягі, Вахур Краутман                                                                                |

#### Півфінали
Два півфінали конкурсу відбулися 12 і 14 січня 2023 року у Viimsi Artium у Віймсі, а ведучими були Тиніс Нійнеметс і Грете Кулд. У кожному півфіналі десять пісень змагалися за перші чотири місця, щоб кваліфікуватися до фіналу, причому результат вирішувався шляхом поєднання голосів журі та телеголосування, а остання пісня визначалася додатковим телеголосуванням між залишившимися некваліфікованими піснями. До складу журі, яке голосувало в півфіналах, входили Елерін Тійт, Біргіт Саррап, Грете Пайя, Єва Палм, Індрек Вахеоя, Аарне Салувеер, Яан Тетте мол., Тоомас Оллюм, Данель Пандре, Сандра Ашілеві і Джон Міківер.
На додаток до виступів учасників конкурсу, група Minimal Wind з Янікою Сіллама, яка мала представляти Естонію на пісенному конкурсі Євробачення 1993 року, дует Chlicherik і Mäx, а також ведучі виступили  інтервал-актами у першому півфіналі, тоді як співаки та співачки Грете Пайя зі Свеном Ліхмусом, Керлі Коів з Крістіяном Ярві та Ясмін виступили інтервал-актами в другому півфіналі.
Умовні позначення
     Пройшла у першому раунді
     Пройшла у другому раунді
Півфінал 1
Перший Раунд
| №  | Виконавець            | Пісня                 | Переклад                    | Бали журі | Бали журі | Бали телеголосування | Бали телеголосування | Всього | Місце |
| №  | Виконавець            | Пісня                 | Переклад                    | Голоси    | Бали      | Голоси               | Бали                 | Всього | Місце |
| -- | --------------------- | --------------------- | --------------------------- | --------- | --------- | -------------------- | -------------------- | ------ | ----- |
| 1  | Янек                  | «House of Glass»      | Будинок зі скла             | 33        | 3         | 1134                 | 7                    | 10     | 6     |
| 2  | Ellip                 | «Pretty Girl»         | Гарна дівчина               | 91        | 8         | 502                  | 2                    | 10     | 7     |
| 3  | Kaw                   | «Valik»               | Вибір                       | 42        | 4         | 269                  | 1                    | 5      | 10    |
| 4  | Мерлін                | «Unicorn Vibes»       | Вайби єдинорогів            | 14        | 1         | 529                  | 4                    | 5      | 9     |
| 5  | Мія                   | «Üks samm korraga»    | Крок за раз                 | 29        | 2         | 1326                 | 8                    | 10     | 5     |
| 6  | Neon Letters та Майко | «Tokimeki»(ときめき)  | Я тебе кохаю                | 61        | 5         | 520                  | 3                    | 8      | 8     |
| 7  | Ollie                 | «Venom»               | Отрута                      | 115       | 12        | 1397                 | 12                   | 24     | 1     |
| 8  | Андреас               | «Why Do You Love Me»  | Чому ти мене кохаєш         | 81        | 7         | 555                  | 5                    | 12     | 4     |
| 9  | Bedwetters            | «Monsters»            | Монстри                     | 73        | 6         | 1335                 | 10                   | 16     | 2     |
| 10 | Анетт і Фреді         | «You Need to Move On» | Тобі потрібно рухатися далі | 99        | 10        | 742                  | 6                    | 16     | 3     |

Другий Раунд
| Виконавець            | Пісня                | Переклад         | Бали | Місце |
| --------------------- | -------------------- | ---------------- | ---- | ----- |
| Мерлін                | «Unicorn Vibes»      | Вайби єдинорогів | 497  | 3     |
| Мія                   | «Üks samm korraga»   | Крок за раз      | 285  | 5     |
| Янек                  | «House of Glass»     | Будинок зі скла  | 1535 | 1     |
| Ellip                 | «Pretty Girl»        | Гарна дівчина    | 971  | 2     |
| Kaw                   | «Valik»              | Вибір            | 265  | 6     |
| Neon Letters та Майко | «Tokimeki»(ときめき) | Я тебе кохаю     | 434  | 4     |

Півфінал 2
Перший Раунд
| №  | Виконавець       | Пісня                      | Переклад                        | Бали журі | Бали журі | Бали телеголосування | Бали телеголосування | Всього | Місце |
| №  | Виконавець       | Пісня                      | Переклад                        | Голоси    | Бали      | Голоси               | Бали                 | Всього | Місце |
| -- | ---------------- | -------------------------- | ------------------------------- | --------- | --------- | -------------------- | -------------------- | ------ | ----- |
| 1  | Інгер            | «Awaiting You»             | Чекаю вас                       | 58        | 6         | 918                  | 8                    | 14     | 3     |
| 2  | Linalakk і Bonzo | «Aeg»                      | Час                             | 30        | 2         | 393                  | 2                    | 4      | 9     |
| 3  | Meelik           | «Tuju»                     | Настрій                         | 85        | 8         | 775                  | 6                    | 14     | 4     |
| 4  | Еліза            | «Bad Philosophy»           | Погана філософія                | 30        | 1         | 1464                 | 10                   | 11     | 5     |
| 5  | Робін Юкентал    | «Kurbuse matused»          | Похорони смутку                 | 44        | 3         | 317                  | 1                    | 4      | 10    |
| 6  | M Els            | «So Good (At What You Do)» | Так добре (у тому, що ти робиш) | 50        | 4         | 611                  | 5                    | 9      | 7     |
| 7  | Wiiralt          | «Salalik»                  | Скритний                        | 65        | 7         | 414                  | 3                    | 10     | 6     |
| 8  | Sissi            | «Lighthouse»               | Маяк                            | 114       | 12        | 890                  | 7                    | 19     | 2     |
| 9  | Карлос Укареда   | «Whiskey Won't Forget»     | Віскі не забудуть               | 51        | 5         | 606                  | 4                    | 9      | 8     |
| 10 | Аліка            | «Bridges»                  | Мости                           | 111       | 10        | 4364                 | 12                   | 22     | 1     |

Другий раунд
| Виконавець       | Пісня                      | Переклад                        | Бали | Місце |
| ---------------- | -------------------------- | ------------------------------- | ---- | ----- |
| Еліза            | «Bad Philosophy»           | Погана філософія                | 731  | 2     |
| Карлос Укареда   | «Whiskey Won't Forget»     | Віскі не забудуть               | 655  | 3     |
| Робін Юкентал    | «Kurbuse matused»          | Похорони смутку                 | 265  | 6     |
| Linalakk і Bonzo | «Aeg»                      | Час                             | 270  | 5     |
| M Els            | «So Good (At What You Do)» | Так добре (у тому, що ти робиш) | 872  | 1     |
| Wiiralt          | «Salalik»                  | Скритний                        | 464  | 4     |

#### Останній відбірковий раунд
Ще одне телеголосування було проведено між учасниками, які не кваліфікувалися до фіналу, щоб вибрати двох останніх фіналістів. Голосування проходило з 15 по 16 січня 2023 року, а два вибраних учасника учасники були оголошені під час розважальної програми ETV Ringvaade 16 січня.
Умовні позначення
     Пройшла
| Виконавець            | Пісня                  | Переклад          | Бали | Місце |
| --------------------- | ---------------------- | ----------------- | ---- | ----- |
| Еліза                 | «Bad Philosophy»       | Погана філософія  | 1419 | 2     |
| Карлос Укареда        | «Whiskey Won't Forget» | Віскі не забудуть | 572  | 6     |
| Мерлін                | «Unicorn Vibes»        | Вайби єдинорогів  | 1058 | 4     |
| Мія                   | «Üks samm korraga»     | Крок за раз       | 1502 | 1     |
| Робін Юкентал         | «Kurbuse matused»      | Похорони смутку   | 130  | 10    |
| Ellip                 | «Pretty Girl»          | Гарна дівчина     | 852  | 5     |
| Kaw                   | «Valik»                | Вибір             | 267  | 8     |
| Linalakk і Bonzo      | «Aeg»                  | Час               | 172  | 9     |
| Neon Letters та Майко | «Tokimeki»(ときめき)   | Я тебе кохаю      | 338  | 7     |
| Wiiralt               | «Salalik»              | Скритний          | 1064 | 3     |

#### Фінал
Фінал відбувся 11 лютого 2023 року в льодовому залі Tondiraba в Таллінні, його ведучими також були Тиніс Нійнеметс і Грете Кулд. Дванадцять пісень, які були кваліфіковані до фіналу, змагалися під час шоу. Переможця визначали у двох турах голосування. У першому турі журі (50%) і телеголосування (50%) визначали три заявки, які пройшли до суперфіналу. У суперфіналі за результатами телеголосування переможцем стала пісня «Bridges» у виконанні Аліки. Журі, яке голосувало в першому раунді фіналу, складалося з Альми (фінська співачка), Біргіт Сімал (бельгійська телевізійна продюсерка), Кет Райнхерт (американська викладачка з вокалу, автор пісень і професорка музичного коледжу Берклі), Лукас Гуллбінг (шведський музичний продюсер), Дебан Адеремі (британський журналіст Wiwibloggs), Метью Трайба (американський музичний продюсер і автор пісень), Аня Роглич (телевізійний продюсер і музичний редактор Сербського радіотелебачення), Джо Беннетт (американський музикознавець), Тім Холл (американський музикант і професор музичного коледжу Берклі), Томі Саарінен (генеральний директор Live Nation Finland) та Ів Шиффереле (голова швейцарської делегації Євробачення).
Окрім виступів учасників, у фіналі виступали інші співаки та гурти. Гурт Zetod, Стефан, який представляв Естонію на Євробаченні 2022, гурт Púr Múdd з Інес, яка представляла Естонію на Євробаченні 2000, гурт 2 Quick Start, співак Карл-Ерік Таукар і піаніст Рейн Раннап виступили в інтервал-актах.
Фінал
Умовні позначення
     Пройшла у суперфінал
| №  | Виконавець    | Пісня                      | Переклад                        | Бали журі | Бали журі | Бали телеголосування | Бали телеголосування | Всього | Місце |
| №  | Виконавець    | Пісня                      | Переклад                        | Голоси    | Бали      | Голоси               | Бали                 | Всього | Місце |
| -- | ------------- | -------------------------- | ------------------------------- | --------- | --------- | -------------------- | -------------------- | ------ | ----- |
| 1  | Meelik        | «Tuju»                     | Настрій                         | 61        | 7         | 3048                 | 6                    | 13     | 4     |
| 2  | Інгер         | «Awaiting You»             | Чекаю вас                       | 52        | 4         | 1107                 | 4                    | 8      | 7     |
| 3  | Янек          | «House of Glass»           | Будинок зі скла                 | 56        | 5         | 3051                 | 7                    | 12     | 5     |
| 4  | Еліза         | «Bad Philosophy»           | Погана філософія                | 36        | 0         | 694                  | 1                    | 11     |       |
| 5  | M Els         | «So Good (At What You Do)» | Так добре (у тому, що ти робиш) | 40        | 1         | 1046                 | 3                    | 4      | 9     |
| 6  | Bedwetters    | «Monsters»                 | Монстри                         | 67        | 10        | 4685                 | 8                    | 18     | 3     |
| 7  | Андреас       | «Why Do You Love Me»       | Чому ти мене кохаєш             | 51        | 3         | 752                  | 2                    | 5      | 8     |
| 8  | Аліка         | «Bridges»                  | Мости                           | 85        | 12        | 8514                 | 12                   | 24     | 1     |
| 9  | Анетт і Фреді | «You Need to Move On»      | Тобі потрібно рухатися далі     | 41        | 2         | 593                  | 0                    | 2      | 10    |
| 10 | Ollie         | «Venom»                    | Отрута                          | 67        | 8         | 6832                 | 10                   | 18     | 2     |
| 11 | Мія           | «Üks samm korraga»         | Крок за раз                     | 25        | 0         | 372                  | 0                    | 0      | 12    |
| 12 | Sissi         | «Lighthouse»               | Маяк                            | 57        | 6         | 2130                 | 5                    | 11     | 6     |

Суперфінал
| Виконавець | Пісня      | Переклад | Бали   | Місце |
| ---------- | ---------- | -------- | ------ | ----- |
| Аліка      | «Bridges»  | Мости    | 13,141 | 1     |
| Bedwetters | «Monsters» | Монстри  | 7991   | 3     |
| Ollie      | «Venom»    | Отрута   | 10,280 | 2     |

## На Євробаченні
Відповідно до правил Євробачення, усі країни, за винятком країни-господарки та «Великої п’ятірки» (Франція, Німеччина, Італія, Іспанія та Велика Британія), мають взяти участь в одному з двох півфіналів, щоб боротися за участь у фіналі. Десять кращих країн з кожного півфіналу проходять до фіналу. Європейська мовна спілка (ЄМС) розділила країни-конкуренти на шість різних кошиків на основі моделей голосування з попередніх конкурсів, причому країни зі сприятливою історією голосування потрапили до одного кошику. 31 січня 2023 року відбулося жеребкування, яке розмістило кожну країну в одному з двох півфіналів і визначило, у якій половині шоу вони виступатимуть. Естонія потрапила до другого півфіналу, який відбувся 11 травня 2023 року, і потрапила у першу половину шоу.
Після того, як усі пісні-конкурсанкти були оприлюднені було визначено порядок виступу заявок у кожному з півфіналів. Естонія виступила під номером 4 після Румунії та перед Бельгією.
Обидва півфінали та фінал транслювалися в Естонії на ETV з коментарями естонською мовою Марка Рейкопа та на ETV+ з коментарями російською мовою Олександра Хоботова та Юлії Календи. Речником від Естонії був Рагнар Клаван.

### Другий півфінал

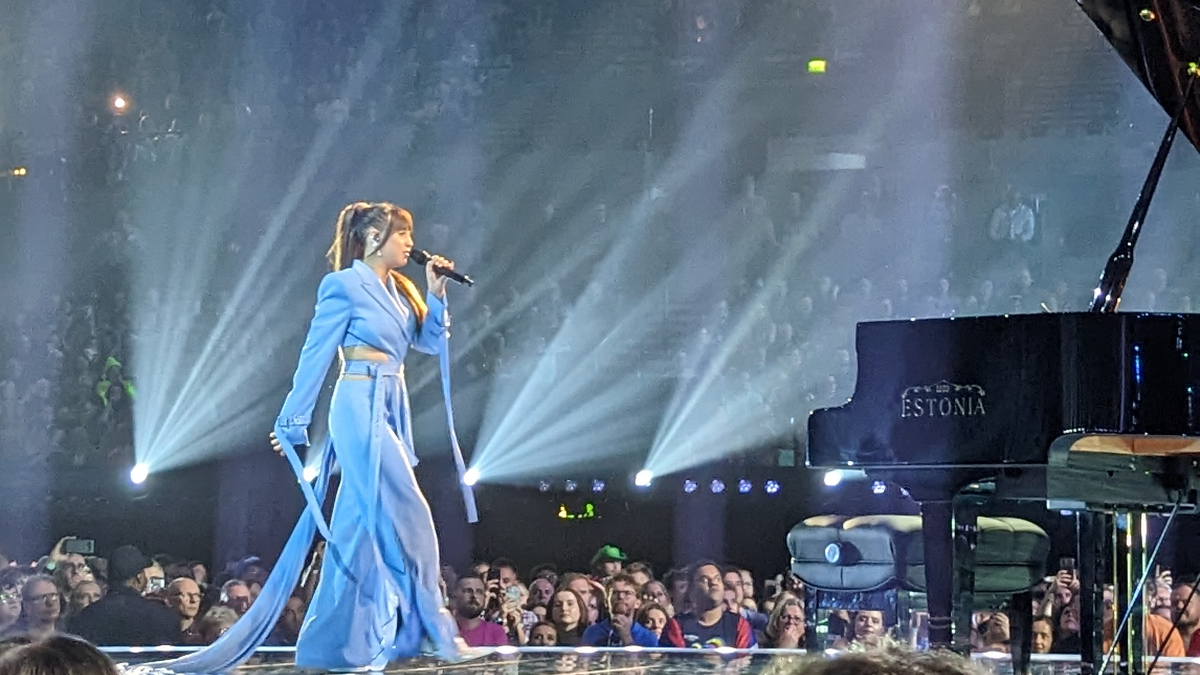
Аліка виступає на репетиції перед другим півфіналом

Аліка брала участь у технічних репетиціях 1 та 4 травня та генеральних репетиціях 10 та 11 травня. Це включало шоу журі 10 травня, де професійне резервне журі кожної країни спостерігало та голосувало за результати, які використовувалися, якщо виникали проблеми з телеголосуванням.
У півфіналі Аліка виступала на сцені в блідо-блакитному костюмі. Виступ розпочався з того, що Аліка грала на фортепіано, а потім перейшла до центру сцени. Сцена демонструвала сині та золоті кольори з графікою бризок води та золотої установки, що з’являлася на світлодіодних екранах, які згодом відкрилися, щоб показати світло.
В результаті, країна пройшла до фіналу, зайнявши 10-те місце з 74-ма балами.

### Фінал
Незабаром після першого півфіналу відбулася прес-конференція для десяти країн, які пройшли до фіналу. У рамках цієї прес-конференції кваліфіковані артисти взяли участь у жеребкуванні, щоб визначити, у якій половині фіналу вони виступатимуть згодом. Це жеребкування проводилося в порядку виступу країн у півфіналі. Естонія отримала право виступити у першій половині шоу. Пізніше було визначено порядок виступів, де Естонія була розміщена під 12 номером, після Італії та перед Фінляндією.
Естонія взяла участь у генеральних репетиціях 12 і 13 травня перед фіналом, у тому числі у фіналі журі, де професійне журі віддало свої голоси перед шоу в прямому ефірі. Аліка повторила свій півфінальний виступ під час фіналу 14 травня.
У фіналі Естонія зайняла 8-е місце з 168-ма балами.

### Голосування
Під час голосування під час кожного з шоу кожна країна присуджувала два набори балів від 1 до 8, 10 і 12: один від професійного журі, інший від телеголосування у фіналі, тоді як голосування у півфіналі повністю базувалося на телеголосуванні. Журі кожної країни складалося з п’яти професіоналів музичної індустрії, які є громадянами країни, яку вони представляють. Судді оцінюють кожну заявку на основі виступів під час другої генеральної репетиції кожного шоу, яка відбувається ввечері перед кожним живим шоу, за набором критеріїв, включаючи: вокальний потенціал; сценічний виступ; композиція та оригінальність пісні і загальне враження від заявки. Також жодному члену журі не дозволяється обговорювати своє голосування з іншими членами або бути будь-яким чином пов'язаним з будь-якими діями, у яких інші члени журі не можуть голосувати неупереджено та незалежно. Індивідуальний рейтинг кожного члена журі в анонімній формі, а також результати загальнонаціонального телеголосування були опубліковані незабаром після фіналу конкурсу.
Нижче наведено бали, отриманих та відданих Естонією в другому півфіналі та фіналі конкурсу.

#### Бали нараховані Естонії
| Бали     | Телеголосування                                           |
| -------- | --------------------------------------------------------- |
| 12 балів |                                                           |
| 10 балів | Литва Сан-Марино                                          |
| 8 балів  | Україна                                                   |
| 7 балів  |                                                           |
| 6 балів  | Вірменія                                                  |
| 5 балів  | Румунія Словенія                                          |
| 4 бала   | Австралія                                                 |
| 3 бали   | Австрія Греція Ісландія Кіпр                              |
| 2 бали   | Албанія Бельгія Велика Британія Грузія Польща Решта світу |
| 1 бал    | Данія Іспанія                                             |

| Бали     | Телеголосування  | Журі                                        |
| -------- | ---------------- | ------------------------------------------- |
| 12 балів |                  | Латвія                                      |
| 10 балів |                  | Німеччина Сан-Марино Словенія Швейцарія     |
| 8 балів  |                  | Албанія Австралія Польща Португалія Румунія |
| 7 балів  |                  | Іспанія Молдова                             |
| 6 балів  | Фінляндія Латвія | Італія Велика Британія                      |
| 5 балів  | Литва Нідерланди | Грузія Ізраїль Литва Україна                |
| 4 бали   |                  |                                             |
| 3 бали   |                  | Хорватія                                    |
| 2 бали   |                  | Чехія Швеція                                |
| 1 бал    |                  | Азербайджан                                 |

#### Бали нараховані Естонією
| Бали     | Телеголосування |
| -------- | --------------- |
| 12 балів | Австралія       |
| 10 балів | Литва           |
| 8 балів  | Польща          |
| 7 балів  | Словенія        |
| 6 балів  | Австрія         |
| 5 балів  | Кіпр            |
| 4 бали   | Бельгія         |
| 3 бали   | Вірменія        |
| 2 бали   | Ісландія        |
| 1 бал    | Грузія          |

| Бали     | Телеголосування | Журі      |
| -------- | --------------- | --------- |
| 12 балів | Фінляндія       | Швеція    |
| 10 балів | Швеція          | Фінляндія |
| 8 балів  | Україна         | Австралія |
| 7 балів  | Норвегія        | Україна   |
| 6 балів  | Австралія       | Бельгія   |
| 5 балів  | Литва           | Італія    |
| 4 бали   | Швейцарія       | Ізраїль   |
| 3 бали   | Польща          | Вірменія  |
| 2 бали   | Італія          | Іспанія   |
| 1 бал    | Словенія        | Литва     |

#### Детальні результати голосування з Естонії
| №  | Країна     | Телеголосування | Телеголосування |
| №  | Країна     | Місце           | Бали            |
| -- | ---------- | --------------- | --------------- |
| 01 | Данія      | 13              |                 |
| 02 | Вірменія   | 8               | 3               |
| 03 | Румунія    | 15              |                 |
| 04 | Естонія    |                 |                 |
| 05 | Бельгія    | 7               | 4               |
| 06 | Кіпр       | 6               | 5               |
| 07 | Ісландія   | 9               | 2               |
| 08 | Греція     | 12              |                 |
| 09 | Польща     | 3               | 8               |
| 10 | Словенія   | 4               | 7               |
| 11 | Грузія     | 10              | 1               |
| 12 | Сан-Марино | 14              |                 |
| 13 | Австрія    | 5               | 6               |
| 14 | Албанія    | 11              |                 |
| 15 | Литва      | 2               | 10              |
| 16 | Австралія  | 1               | 12              |

До естонського журі увійшли:
- Берт Ярвет
- Гевін Ніглас
- Тамбет Мумма
- Дагмар Оджа
- Лііс Лемсалу

| №  | Країна          | Журі   | Журі   | Журі   | Журі   | Журі   | Журі  | Журі | Телеголосування | Телеголосування |
| №  | Країна          | Журі 1 | Журі 2 | Журі 3 | Журі 4 | Журі 5 | Місце | Бали | Місце           | Бали            |
| -- | --------------- | ------ | ------ | ------ | ------ | ------ | ----- | ---- | --------------- | --------------- |
| 01 | Австрія         | 14     | 11     | 19     | 15     | 11     | 16    |      | 21              |                 |
| 02 | Португалія      | 17     | 21     | 14     | 21     | 19     | 24    |      | 23              |                 |
| 03 | Швейцарія       | 18     | 20     | 16     | 17     | 7      | 15    |      | 7               | 4               |
| 04 | Польща          | 21     | 14     | 13     | 14     | 20     | 22    |      | 8               | 3               |
| 05 | Сербія          | 13     | 7      | 23     | 22     | 24     | 18    |      | 20              |                 |
| 06 | Франція         | 11     | 18     | 18     | 10     | 15     | 17    |      | 15              |                 |
| 07 | Кіпр            | 6      | 19     | 22     | 13     | 10     | 12    |      | 11              |                 |
| 08 | Іспанія         | 8      | 17     | 1      | 9      | 18     | 9     | 2    | 24              |                 |
| 09 | Швеція          | 3      | 2      | 12     | 2      | 3      | 1     | 12   | 2               | 10              |
| 10 | Албанія         | 19     | 24     | 6      | 24     | 23     | 19    |      | 25              |                 |
| 11 | Італія          | 1      | 6      | 11     | 6      | 12     | 6     | 5    | 9               | 2               |
| 12 | Естонія         |        |        |        |        |        |       |      |                 |                 |
| 13 | Фінляндія       | 4      | 1      | 10     | 1      | 17     | 2     | 10   | 1               | 12              |
| 14 | Чехія           | 16     | 22     | 9      | 18     | 16     | 21    |      | 13              |                 |
| 15 | Австралія       | 5      | 5      | 5      | 11     | 1      | 3     | 8    | 5               | 6               |
| 16 | Бельгія         | 9      | 4      | 7      | 5      | 2      | 5     | 6    | 18              |                 |
| 17 | Вірменія        | 10     | 8      | 4      | 7      | 6      | 8     | 3    | 19              |                 |
| 18 | Молдова         | 23     | 13     | 21     | 20     | 14     | 23    |      | 15              |                 |
| 19 | Україна         | 2      | 3      | 15     | 3      | 8      | 4     | 7    | 3               | 8               |
| 20 | Норвегія        | 20     | 10     | 24     | 8      | 21     | 14    |      | 4               | 7               |
| 21 | Німеччина       | 24     | 23     | 2      | 23     | 22     | 11    |      | 17              |                 |
| 22 | Литва           | 12     | 9      | 8      | 16     | 4      | 10    | 1    | 6               | 5               |
| 23 | Ізраїль         | 7      | 12     | 3      | 4      | 9      | 7     | 4    | 16              |                 |
| 24 | Словенія        | 22     | 15     | 20     | 19     | 5      | 13    |      | 10              | 1               |
| 25 | Хорватія        | 25     | 25     | 25     | 25     | 25     | 25    |      | 14              |                 |
| 26 | Велика Британія | 15     | 16     | 17     | 12     | 13     | 20    |      | 22              |                 |